# دينا لوهان
ديناً لوهان (بالإنجليزية: Dina Lohan)‏ ( ولدت في 15 سبتمبر، 1962) هي شخصية تلفزيونية وممثلة ثانوية هي مديرة للممثلة ليندسي لوهان وامها، شاركت في برنامج واقع عن عائلة لوهان.

## وصلات خارجية
- دينا لوهان على موقع IMDb (الإنجليزية)
- دينا لوهان على موقع ميوزك برينز (الإنجليزية)
- دينا لوهان على موقع قاعدة بيانات الفيلم (الإنجليزية)